# Schelte van Aysma

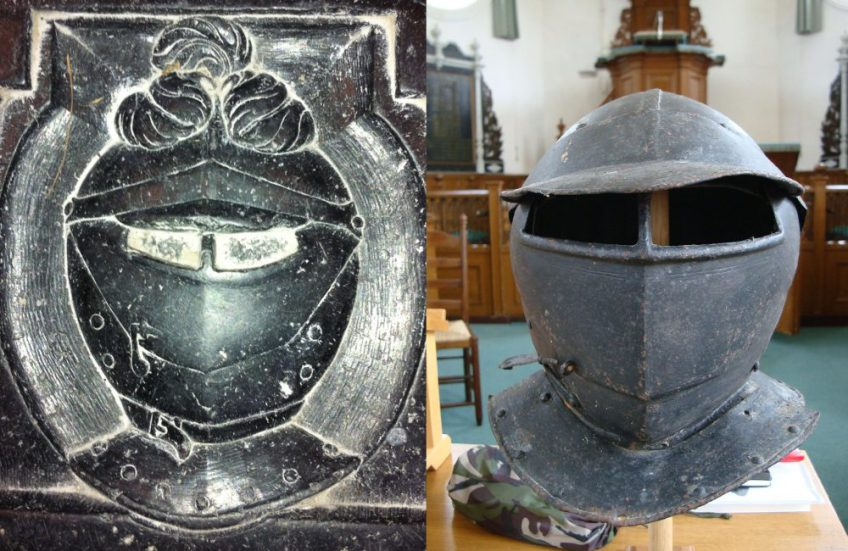
De vroeg-17e-eeuwse helm van Schelte van Aysma

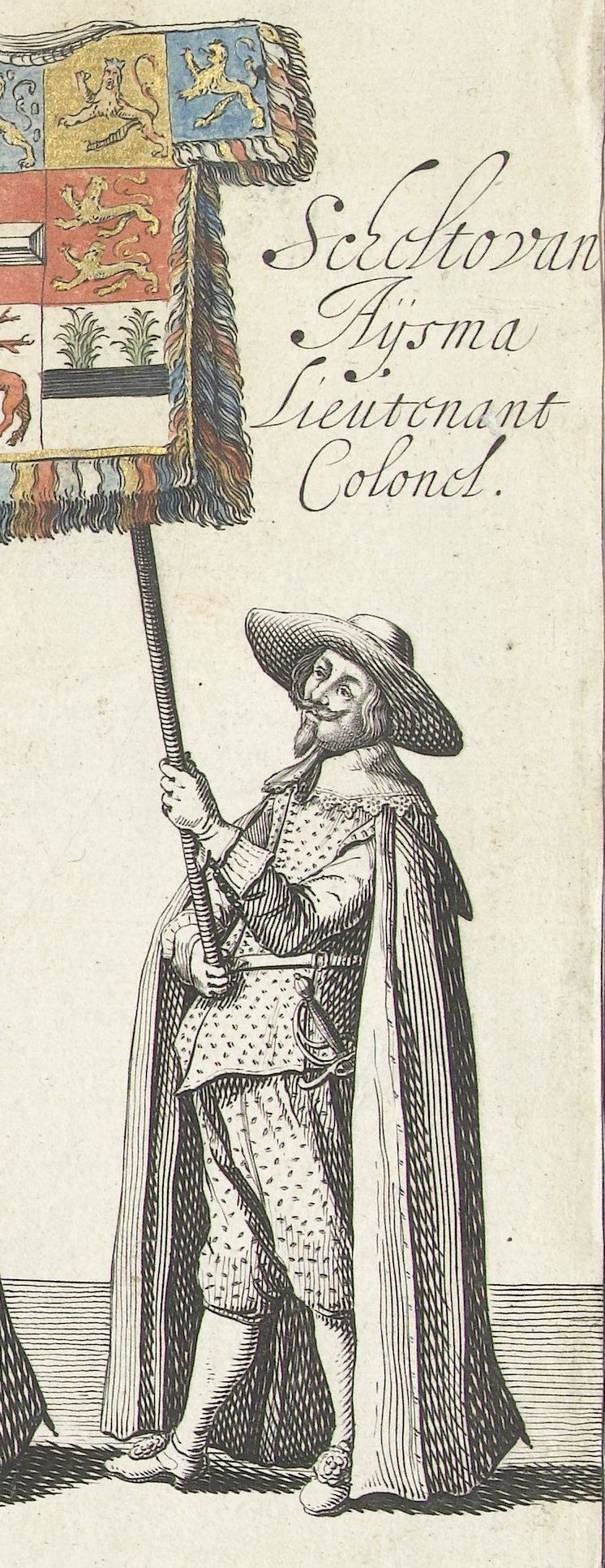
Luitenant-Kolonel Schelte van Aysma in de rouwstoet van stadhouder Ernst Casimir in 1633.

Schelte van Aysma werd geboren omstreeks 1578 in Beetgum, waarschijnlijk op Aysma State aldaar.
Hij was militair in het Staatse leger en overleed tijdens het Beleg van Breda op 23 augustus 1637.
Hij woonde in het Friese dorp Schettens op de Osinga State, welke hij door het huwelijk in 1612 met Tjemck van Osinga had verkregen. Schelte werd benoemd tot Kolonel op 16 januari 1637, in het jaar van zijn overlijden.

## Afkomst, leven en overlijden
Schelte Hotzes van Aysma kwam uit een adellijke familie, waaruit eeuwenlang officieren voortkwamen. Na zijn overlijden is hij begraven in de Hervormde kerk van Schettens onder een enorme grafzerk welke nog steeds aanwezig is.

### Restanten uit zijn leven
Zijn helm en degen hebben de eeuwen overleefd en hingen vanaf van het eind van de 19e eeuw in de nieuwe toren van de kerk.
Begin 2016 zijn deze in bruikleen gegeven aan het Nationaal Militair Museum te Soest en kwam er een 3D kopie voor terug in de kerk. De helm moet een bijzondere status voor Schelte hebben gehad, omdat deze identiek op zijn grafsteen staat afgebeeld in een soort nisje.

### Grafkelder
Begin januari 2017 werd bekend dat zijn grafkelder ook ontdekt is, exact onder zijn grafzerk. De kelder is toegankelijk gemaakt voor publiek. In maart 2018 werd na een DNA-onderzoek bekendgemaakt dat van de vijf gevonden skeletten in de grafkelder er één 100% zeker Schelte van Aysma was. Dit was mogelijk door een DNA-vergelijking te maken met het enige nog levende mannelijk familielid, een Lauta van Aysma uit Apeldoorn.
Op 23 mei 2018 is Schelte van Aysma met militaire eer opnieuw bijgezet in de familiegrafkelder. Het Regiment Infanterie Johan Willem Friso uit Havelte heeft hieraan medewerking verleend. Zij zijn het oudste regiment van Nederland en Schelte was kolonel van de voorloper ervan.

## Vernoeming
In Schettens werd een straat naar hem in het Fries vernoemd: de Skelte van Aysmastrjitte.

## Wetenswaardigheden
In 2017 speelde muziekvereniging Excelsior uit het Friese Schraard Galea et Bellum tijdens het WMC in Kerkrade.
Dit muziekstuk werd speciaal hiervoor gecomponeerd door Jan de Haan. Het stuk gaat over het leven van Schelte van Aysma en de Latijnse titel betekent Helm en Oorlog. 
In augustus 2018 verscheen er een CD met dezelfde titel, waarbij het nummer Galea et Bellum wordt gespeeld door de Koninklijke Militaire Kapel (KMK)
In september 2018 is er een muziektheaterstuk opgevoerd in Schettens met de titel Skeltemania.
Het speelde zich af in de stal op Osinga State, zijn toenmalig kasteel. Ook een heuse rouwstoet met doodskist en paarden, naar de kerk van Schettens, was onderdeel van het gebeuren. In de kerk was er dan nog een verrassende slotscène. Het stuk werd geregisseerd door Eelco Venema en hoofdrolspelers waren Raymond Muller als Schelte van Aysma en Fardau van der Woude als Tyempck van Osinga.
Door het grote succes zijn er twee extra voorstellingen geweest.